# Anna Rita Del Piano
Anna Rita Del Piano (Cassano delle Murge, 26 de julio de 1966) es una actriz y directora de teatro italiana.

## Carrera
Anna Rita Viapiano nació en Cassano delle Murge, donde vivió su infancia; más tarde se trasladó con su familia a Matera donde comenzó sus primeros estudios artísticos en ballet y luego comenzó a interesarse activamente en el teatro cuando tenía poco más de 14 años, asistiendo a los laboratorios de Enrico Annecchino, "Hermes" de Emilio Andrisani y "Teatro dei Sassi" de Massimo Lanzetta y Loredana Paolicelli. Continúa sus estudios graduándose en la academia de Niccolò Piccinni en Bari. Como bailarina actúa en 1984 con el maestro Momcilo Borojevic y trabaja en la compañía de danza Dancemania de Venosa con la bailarina Tani Viti. Se graduó con honores en la Universidad de Urbino Isef y se inscribió en el Conservatorio Musicale Egidio Romualdo Duni de Matera.
Su primer contacto con el mundo del cine fue la participación en 1993 en la película The Star Maker de Giuseppe Tornatore. Su primer trabajo como actriz de televisión fue en 1996 integrando el reparto de The Fourth King de Stefano Reali en el papel de una leprosa. Más tarde trabajó en Ultimo, Valeria medico legale y Una donna per amico. En 2000 coprotagonizó el drama de televisión Le Ali della Vita con Sabrina Ferilli y Virna Lisi.
Como actriz de cine tiene, entre otros, el papel del trabajadora social en la película Le bande de Lucio Giordano y de taquillera en Focaccia blues de Nico Cirasola. En 2012 regresó a Cassano delle Murge como directora teatral para presentar su última producción, Parigi nell'Anno del Signore.

## Filmografía

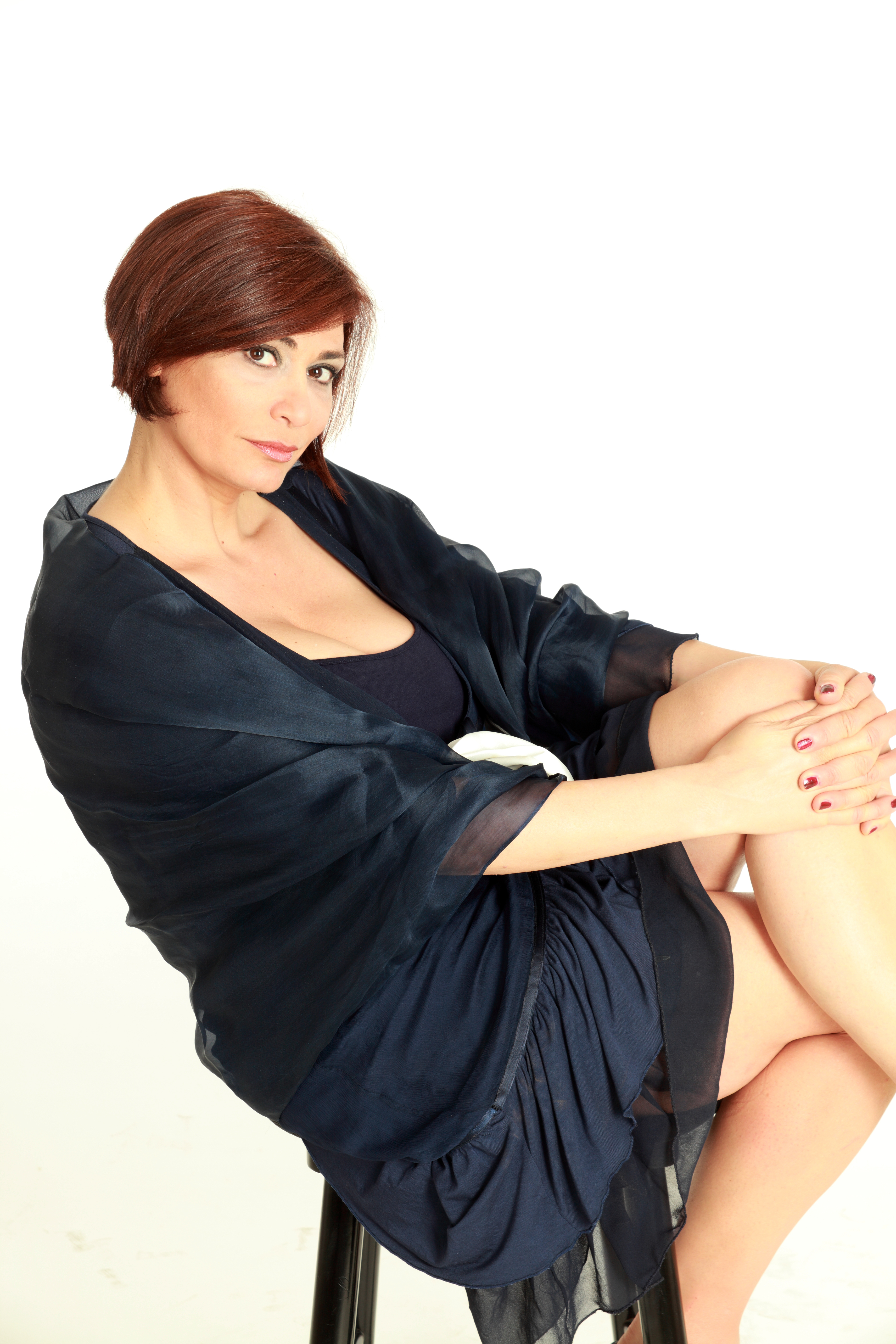
Anna Rita Del Piano.

### Cine
- La balia (1998)
- Senza movente (1999)
- I terrazzi (2000)
- Il tramite (2002)
- La signora (2002)
- Tornare indietro (2002)
- Le bande (2005)
- Amore 14 (2009)
- Focaccia Blues (2009)
- L’uomo Nero (2009)
- Che bella giornata (2010)
- Il Tempo che Tiene (2010)
- E la chiamano Estate (2011)
- Operazione vacanze (2011)
- Quando il sole sorgerà (2011)
- Una vita da sogno (2011)
- Cinema Italia (2012)
- Outing “Fidanzati per sbaglio” (2012)